# Sperata seenghala
Sperata seenghala es una especie de peces de la familia Bagridae en el orden de los Siluriformes.

## Morfología
• Los machos pueden llegar alcanzar los 150 cm de longitud total.

## Reproducción
Es ovíparo.

## Hábitat
Es un pez de agua dulce y de clima tropical.

## Distribución geográfica
Se encuentran en Asia: el Afganistán, Pakistán, la India,  Nepal  y Bangladés.